# Замок Норманно
Замок Норманно (итал. Castello Normanno) — замок в Патерно на юге Сицилии.
Замок был построен в 1072 году графом Роджером I, для обороны от набегов арабов в долине реки Симето. Со временем замок расширился, а влияние арабов на острове сошло на нет, и таким образом он утратил своё стратегическое значение. Во времена Генриха VI в замке была резиденция графом Патерно. Позднее обитателями замка были Фридрих II, Элеанора Анжуйская, Бланка I Наваррская и Федериго II.
В 1431 году замок выкупила одна из аристократических семей Сицилии. В последующие века в нём размещалась тюрьма, из-за чего он постепенно приходил в негодность, пока в XIX веке в нём не была проведена полная реставрация.
Замок имеет форму прямоугольника высотой в 34 метра и разделён на три этажа. Первоначально он имел на крыше зубцы в стиле гибеллинов, которые до настоящего времени почти не сохранились. Интересный цветовой эффект создаёт внешний облик замка, где сами камни, из которых он выложен, имеют тёмный цвет, а рамки готических окон выполнены из белого известняка.
На первом этаже замка располагается несколько комнат и часовня св. Иоанна, украшенная фресками XIII века. На бельэтаже располагается парадный зал, а резиденция правителей была на третьем, последнем этаже.